# クリプキ意味論
クリプキ意味論 (Kripke semantics) は、ソール・A・クリプキが提唱し、状況に応じた真理値を持つ論理体系の論理式について与えられる意味論である。これは「可能世界」という概念で説明される。可能世界とは、例えば「ある小説の男性は魔法が使える」ということと、現実世界の「ある男性は魔法が使えない」ということを、「それらは世界が異なるので、それぞれの世界ではそれらが成り立つ」という方法で説明されている。

## 定義
クリプキ意味論は、可能世界の集合とそれらの関係で定義される。